# Glen A. Larson
Glen Albert Larson (* 3. Januar 1937 in Los Angeles, Kalifornien; † 14. November 2014 in Santa Monica, Kalifornien) war ein US-amerikanischer Autor, Filmproduzent und Komponist.

## Leben
Larson, der in den 1950er Jahren Mitglied der Gesangsgruppe The Four Preps war und unter diesem Pseudonym auch oft im Abspann der von ihm produzierten Filme und Fernsehserien genannt wird, prägte die Fernsehlandschaft der 1980er Jahre wie kaum ein Anderer.
Seine Vielseitigkeit bewies Larson nicht nur als Produzent erfolgreicher Fernsehserien, sondern auch als Autor und Komponist. Viele seiner Serien entwickelte Larson selbst und komponierte deren Titelmusik; oft in Zusammenarbeit mit Stu Phillips und Mike Post.
Für die Serien Ein Sheriff in New York (1973) und Magnum (1981), die er zusammen mit Donald P. Bellisario produzierte, erhielt er jeweils einen Edgar Allan Poe Award. Für die Titelmelodie von Kampfstern Galactica wurde er für den Grammy nominiert. Im Jahr 1989 führte Larson bei der Pilotsendung von Chameleons Regie. 2008 wurde er beauftragt, eine Fortsetzung der Serie Knight Rider zu entwickeln. Die Rechte an der Kinoadaption der 1980er-Kultserie kaufte die Weinstein Co.
Zuletzt arbeitete Larson an einer komplett neuen Version von Battlestar Galactica, welche als Kinofilm unter dem Verleih von Universal Pictures erscheinen sollte. Außerdem war er bei der Serie Caprica, wie zuvor auch schon bei Battlestar Galactica (2003), als Beratender Produzent (engl. Consulting producer) tätig.
Larson war dreimal verheiratet und hinterließ seine Frau Jeannie und neun Kinder. Er war Mitglied der Kirche Jesu Christi der Heiligen der Letzten Tage.
Larson starb im November 2014 im Alter von 77 Jahren an Speiseröhrenkrebs im UCLA Medical Center im kalifornischen Santa Monica.

## Auszeichnungen
Larson erhielt 1978 für Quincy eine Emmy-Nominierung und im Folgejahr eine Nominierung für den Grammy mit der Serie Kampfstern Galactica. 1985 wurde er mit einem Stern auf dem Hollywood Walk of Fame ausgezeichnet. Den Edgar gewann er 1973 für eine Episode seiner Serie Ein Sheriff in New York und 1981 für eine Episode von Magnum.

## Filmografie (Auswahl)

### Autor/Produzent
- 1966: Auf der Flucht (Fernsehserie, 1 Episode)
- 1966: 12 O’Clock High (Fernsehserie, 1 Episode)
- 1968–1970: Ihr Auftritt, Al Mundy (Fernsehserie, 18 Episoden)
- 1970: Die Leute von der Shiloh Ranch (Fernsehserie, 1 Episode)
- 1970–1977: Ein Sheriff in New York (Fernsehserie, 11 Episoden)
- 1971–1972: Alias Smith und Jones (Fernsehserie, 8 Episoden)
- 1973: Der Sechs-Millionen-Dollar-Mann (Fernsehserie, 1 Episode)
- 1974: Fools, Fermales and Fun (Fernsehfilm)
- 1974–1975: Get Christie Love! (Fernsehserie, 3 Episoden)
- 1975–1976: Die Zwei mit dem Dreh (Fernsehserie, 5 Episoden)
- 1976–1977: Quincy (Fernsehserie, 4 Episoden)
- 1977: Benny and Barney: Las Vegas Undercover (Fernsehfilm)
- 1977–1978: The Hardy Boys/Nancy Drew Mysteries (Fernsehserie, 11 Episoden)
- 1978: Evening in Byzantium (2-tlg. Fernsehfilm)
- 1978: The Islander (Fernsehfilm)
- 1978: A Double Life (Fernsehfilm)
- 1978–1979: Sword of Justice (Fernsehserie, unbekannte Anzahl an Episoden)
- 1978–1980: Kampfstern Galactica (Fernsehserie, 21 Episoden)
- 1978–1980: B.J. und der Bär (Fernsehserie, 12 Episoden)
- 1979: Cliffhangers: The Secret Empire
- 1979: Buck Rogers (Kinofilm)
- 1979: Buck Rogers (Fernsehserie, 2 Episoden)
- 1979–1981: Buck Rogers (Buck Rogers in the 25th Century)
- 1979–1981: Sheriff Lubo (Fernsehserie, 11 Episoden)
- 1980: Battles: The Murder That Wouldn’t Die (Fernsehfilm)
- 1980: Nightside (Fernsehfilm)
- 1980: Magnum (Fernsehserie, 2 Episoden)
- 1981–1982: Fitz and Bones (Fernsehserie, unbekannte Anzahl an Episoden)
- 1981–1982: Ein Colt für alle Fälle (Fernsehserie, 11 Episoden)
- 1982: Rooster (Fernsehfilm)
- 1982: Simon & Simon (Fernsehserie, 1 Episode)
- 1982: Knight Rider (Fernsehserie, 2 Episoden)
- 1983: Ein Fall für Professor Chase (Fernsehserie, 2 Episoden)
- 1983: Trauma Center (Fernsehserie, unbekannte Anzahl an Episoden)
- 1983: Automan (Fernsehserie, 2 Episoden)
- 1983: Operation Maskerade (Fernsehserie, 2 Episoden)
- 1984–1985: Mode, Models und Intrigen (Fernsehserie, mindestens 2 Episoden)
- 1985: Half Nelson (Fernsehserie, mindestens 2 Episoden)
- 1985: In Like Flynn (Fernsehfilm)
- 1986: Crazy Dan (Fernsehfilm)
- 1987–1988: Highwayman (Fernsehserie, 7 Episoden)
- 1989: The Road Raiders (Fernsehfilm)
- 1989: Chameleons (Fernsehfilm)
- 1991: Trauzeuge F.B.I. (Fernsehserie, 5 Episoden)
- 1993: Staying Afloat (Fernsehfilm)
- 1994–1996: One West Waikiki (Fernsehserie, unbekannte Anzahl an Episoden)
- 1997–1998: Team Knight Rider (Fernsehserie, unbekannte Anzahl an Episoden)
- 1997–1999: NightMan (Fernsehserie, 9 Episoden)
- 1999: The Darwin Conspiracy (Fernsehfilm)
- 1999: Millennium Man (Fernsehfilm)

### Regie
- 1970: Ihr Auftritt, Al Mundy (Fernsehserie, 1 Episode)
- 1975: Die Zwei mit dem Dreh (Fernsehserie, 1 Episode)
- 1977: The Hardy Boys/Nancy Drew Mysteries (Fernsehserie, 1 Episode)
- 1989: Chameleons (Fernsehfilm)

### Kompositionen und Titelmelodien
- Ein Sheriff in New York (McCloud)
- Die Zwei mit dem Dreh (Switch)
- Quincy
- Kampfstern Galactica (Battlestar Galactica)
- Buck Rogers in the 25th Century
- Ein Colt für alle Fälle (The Fall Guy)
- Knight Rider